# Ləzran (Yardımli)
Ləzran è un comune dell'Azerbaigian situato nel distretto di Yardımlı. Conta una popolazione di 137 abitanti.